# اسب تیره (آلبوم نیکل‌بک)
«اسب تیره» (به انگلیسی: Dark Horse) آلبومی از نیکل‌بک است که در  ۱۸ نوامبر ۲۰۰۸ منتشر شد.